# Gianmarco Lucchesi

a Compétitions nationales et continentales officielles uniquement.

b Matchs officiels uniquement.
Dernière mise à jour le 15 janvier 2025.
Gianmarco Lucchesi, né le 10 septembre 2000 à Pise (Italie), est un joueur international italien de rugby à XV. Il évolue au poste de talonneur au sein du RC Toulon en Top 14.

## Biographie
Originaire de Pise en Toscane, Gianmarco Lucchesi commence sa formation en rugby à XV avec les Lions Amaranto de Livourne[réf. nécessaire]. Il joue ensuite pendant trois ans, de 2015 à 2018, avec le FTGI Granducato Rugby, une franchise de jeunes issue du rapprochement entre les deux grands clubs livournais : le Rugby Etruschi et les Lions Amaranto[réf. nécessaire]. À partir de 2018, il joue deux saisons en Serie A avec l'équipe de l'Académie FIR[réf. nécessaire]. 
En 2020, il est sélectionné avec l'équipe d'Italie des moins de 20 ans afin de disputer le Tournoi des Six Nations des moins de 20 ans 2020. Il joue trois matchs lors de la compétition.
En août 2020, il est recruté par le Benetton Trévise en Pro14 sur la base d'un double contrat, tout en étant également affilié à Mogliano Veneto lors de sa première saison[réf. nécessaire]. 
En octobre de la même année, il est appelé en équipe nationale senior par l'entraîneur Franco Smith pour participer aux matchs reportés du Tournoi des Six Nations 2020. Il fait ses débuts internationaux le 24 octobre 2020 face à l'Irlande.
Sa première saison complète avec le Benetton Trévise est encourageante puisqu'il dispute 13 matchs. Mais la concurrence est rude et il peine à s'imposer[réf. nécessaire]. Il ne compte que 9 feuilles de matchs la saison suivante.
C'est à l'entame de la saison 2022-2023 qu'il semble enfin s'épanouir dans son équipe : il enchaine huit matchs dont six titularisations et prend part aux trois tests automnaux de la Squadra Azzurra (2 victoires et une défaite). Néanmoins, au cours de cette progression, il se blesse lourdement au genou (ligaments croisés) à Bayonne en Challenge européen. Le corps médical estime alors qu'il pourrait être rétabli pour la Coupe du monde 2023.
En mai 2023, et malgré sa blessure, il est donc sélectionné avec l'Italie dans un groupe de 46 joueurs pour préparer la Coupe du monde 2023. Ne pouvant être rétabli à temps, il n'est finalement pas retenu pour la compétition. 
Il fait son retour sur les terrains avec le Benetton Trévise lors du début de saison 2023-2024 d'URC. En janvier 2024, il est convoqué pour le Tournoi des Six Nations.

## Statistiques en équipe nationale
Au 30 novembre 2024, Gianmarco Lucchesi compte 33 matchs avec l'équipe d'Italie, dont 15 en tant que titulaire. Il débute en équipe nationale à l'âge de 20 ans le 24 octobre 2020 contre l'Irlande.
Il participe à trois Tournois des Six Nations en 2020, 2021 et 2022.